# Maksat Atabaýev
Maksat Atabaýev (ur. 28 listopada 1994) – turkmeński szachista, arcymistrz od 2022 roku.

## Kariera szachowa
Czterokrotnie reprezentował swój kraj na olimpiadzie szachowej w latach: 2012, 2014, 2016 i 2018. W maju 2016 roku zwyciężył w turnieju FSGM, zdobywając 7 pkt. Zagrał w turnieju Neyshekar GM Norm w 2023 roku, plasując się na 5. miejscu. 19 listopada 2023 w turnieju 3rd Belt and Road Open, zajął 10. miejsce. W 2024 roku wziął udział w turnieju 2nd Taq-e Bostan Cup, gdzie wygrał.
Najwyższy ranking w dotychczasowej karierze osiągnął 1 kwietnia 2017 roku, z wynikiem 2519 punktów.